# Döden till mötes (film)
Döden till mötes (engelska: Appointment with Death) är en brittisk mysteriefilm från 1988 i regi av Michael Winner. Filmen är baserad på Agatha Christies Hercule Poirot-deckare med samma namn från 1938. I rollen som den belgiske mustaschprydda detektiven Hercule Poirot ses Peter Ustinov, övriga huvudroller spelas av Lauren Bacall, Carrie Fisher, John Gielgud, Piper Laurie, Hayley Mills, Jenny Seagrove och David Soul.

## Handling
Emily Boynton, styvmor till de tre Boynton-barnen – Lennox, Raymond och Carol – och mor till Ginevra, utpressar familjens advokat Jefferson Cope till att förstöra hennes avlidne makes andra testamente som gav dem 200 000 dollar vardera, vilket skulle befria dem från mrs Boyntons dominans. Hon tar med sig styvbarnen och Nadine, hennes svärdotter som arbetar som sjuksköterska, på semester till Europa. I Trieste stöter den store detektiven Hercule Poirot på en gammal vän, Dr. Sarah King. Sarah blir snart förälskad i Raymond Boynton, till Emilys ogillande. Lady Westholme introduceras. Hon föddes som amerikan men har haft brittiskt medborgarskap de senaste tio åren på grund av giftermål, under vilket hon blev parlamentsledamot. Hon, arkeologen Miss Quinton och advokaten Cope är också på väg till Jerusalem och Qumran.
Familjen Boynton blir förvånade över att se Cope på skeppet. De vuxna styvbarnen upptäcker att det finns ett andra testamente eftersom deras far berättade för Lennox innan han dog, men ingen kan bevisa detta. Emily fortsätter att mobba sina styvbarn. Cope flirtar med Nadine som öppet accepterar hans uppvaktning. Han motstår också Emilys krav på att han ska hålla sig borta från dem. Emily förgiftar Copes vin, men det spills ut när Nadines man dunkar till Cope, efter att ha hittat ett graverat cigarettetui som Cope hade gett henne. Poirot observerar flera kackerlackor som dricker av spillet och dör, och håller ett vakande öga på familjen när de går i land. Vid den arkeologiska utgrävningen tar Cope, Nadine, Lennox, Carol, Raymond och Dr King en promenad, men Lennox vänder tillbaka, upprörd över att hans fru föredrar Cope. Senare kommer de andra tillbaka, en efter en. Dr King lägger märke till en arabisk man som uppehåller sig runt Emily. När hon går dit hittar hon Emily död. Dr King tror att Emily dog av en hjärtattack, men Poirot påpekar att det är klokt att vara misstänksam när det sker ett dödsfall av någon som är allmänt hatad. Han ber Dr King att kontrollera hennes sjukvårdsväska och hon finner den i oordning, med en tom flaska digitalis och en spruta som saknas.
Poirot drar slutsatsen att mrs Boynton injicerades med en dödlig dos digitalis, motsvarande en medicin hon tog som vanligtvis administrerades av Nadine, för att hennes död skulle se ut att vara av naturliga orsaker. Eftersom familjen kunde ha ändrat hennes medicinering utan att behöva en extra spruta, misstänker han en utomstående. Det blir bråk på gatan, en pistol avfyras och en arabisk pojke dödas. Dr King är anklagad, men Poirot får henne frisläppt så att hon kan resa med honom för att träffa de andra för en "picknick" där han planerar att avslöja vad som hände. Efter att ha antytt att alla styvbarnen ljög om att de sett sin styvmor vid liv när hon var död (i tron att en av dem kan ha gjort det och ville fördröja eller skydda dem mot upptäckt), avslöjar han sanningen: Lady Westholme är mördaren. Hon satt en gång i fängelse och Emily kände igen henne från sin tid som fängelsedirektör. För att hålla tyst och behålla sin status hade mrs Westholme tagit sin tillflykt till mord.

## Rollista i urval

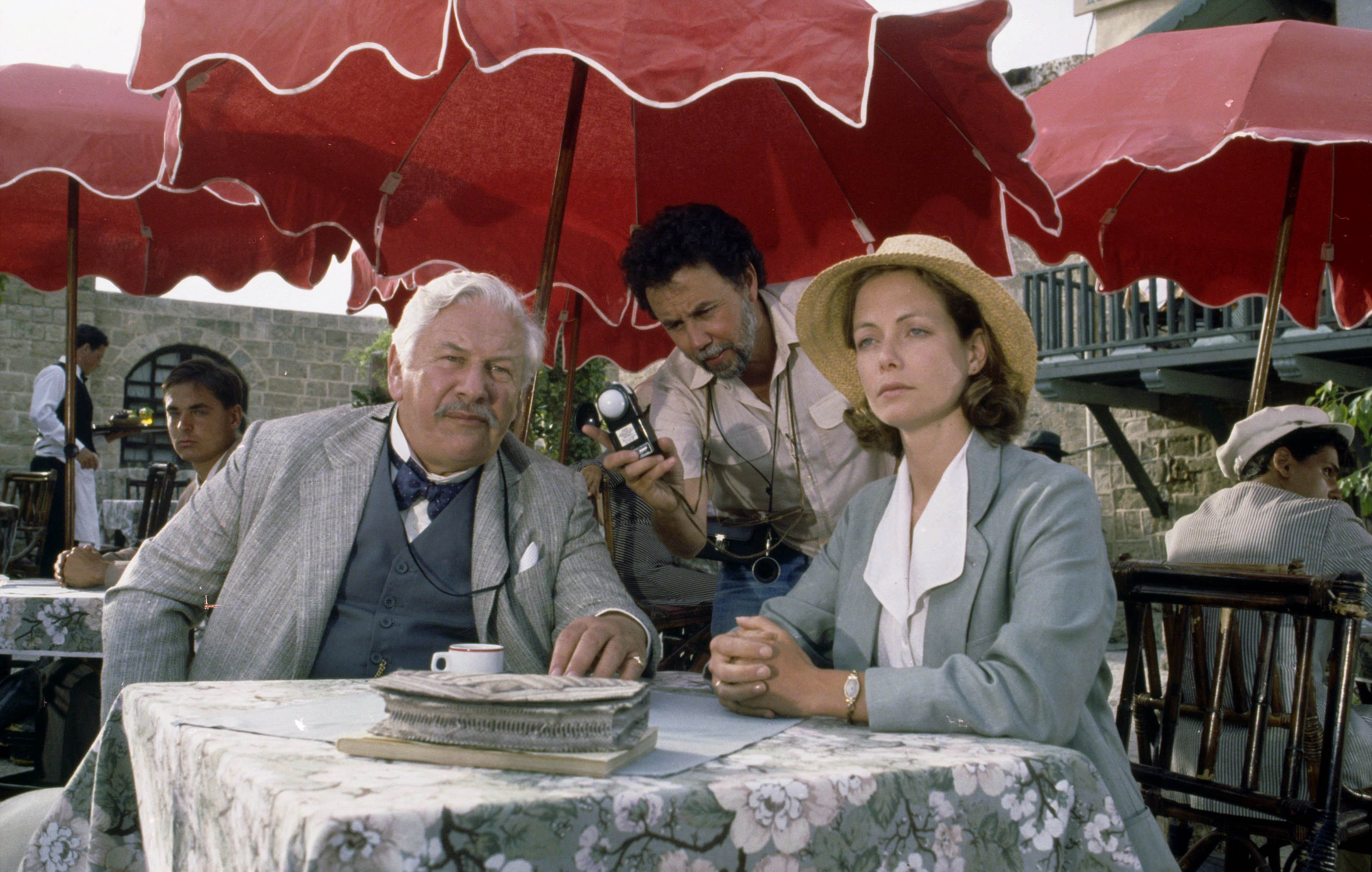
Peter Ustinov och Jenny Seagrove under en inspelningspaus.

- Peter Ustinov - Hercule Poirot
- Lauren Bacall - Lady Westholme
- Carrie Fisher - Nadine Boynton
- John Gielgud - Överste Carbury
- Piper Laurie - Emily Boynton
- Hayley Mills - Miss Quinton
- Jenny Seagrove - Dr. Sarah King
- David Soul - Jefferson Cope
- Nicholas Guest - Lennox Boynton
- Valerie Richards - Carol Boynton
- John Terlesky - Raymond Boynton
- Amber Bezer - Ginevra Boynton
- Douglas Sheldon - Kapten Rogers
- Mike Sarne - Healey
- Michael Craig - Lord Peel

## Produktion
Inspelningen ägde rum i Israel. Upplösningen äger rum vid Satafs källor.
Regissören Michael Winner hade gjort sig känd för våldsamma filmer, men det här innebar en förändring av tempot. "Du kommer inte att se Lauren Bacall gå runt och skjuta med maskingevär på alla", sa han. "Faktum är att det är min första film på flera år som var under budget vad gäller blod." Det fanns planer på att Winner skulle filmatisera en annan Agatha Christie-berättelse året därpå, men så blev det inte.
Rollen som Jefferson Cope erbjöds Pierce Brosnan men han tackade nej på grund av andra åtaganden. David Soul var inte aktuell förrän Michael Winner såg en bild i en brittisk tidning på Soul och hur mycket han hade gått ner i vikt och hur frisk han såg ut efter att ha slutat dricka och röka. David Soul ville göra filmen eftersom han precis hade kommit ut från rehab för alkoholism vid tiden och ville komma bort från Hollywood ett tag. Det var under inspelningen av hans scener för den här filmen som han blev kontaktad av en teateragent som ville veta om han skulle vara intresserad av en roll i en pjäs för Londons West End. Fascinerad av möjligheten att göra teater igen och bli tagen på allvar som skådespelare flyttade han till Storbritannien på 1990-talet och blev så småningom brittisk medborgare.
Lauren Bacall kände att hon hade blivit lurad att göra den här filmen. Hon hade tidigare medverkat i en annan film baserad på Hercule Poirot, Mordet på Orientexpressen (1974), som huvudsakligen spelades in i en brittisk filmstudio med några exteriörbilder filmade i Turkiet och Frankrike. Hon hade njutit enormt av den upplevelsen och filmen fick bra recensioner. Bacall och flera andra i ensemblen hade antagit att detta skulle följa en liknande formel, särskilt som Cannon Films hade utsett en engelsk regissör för att filma den. De israeliska producenterna ville dock spela in majoriteten av filmen i Israel som en kostnadsbesparande åtgärd. Bortsett från några dagar i Italien och ungefär en vecka i England spelades filmen in i Israel under den varma sommaren. Bacall var inte särskilt nöjd med slutresultatet eller upplevelsen. Tydligen visste regissören Michael Winner, som hade arbetat för Cannon films tidigare, att detta var planen, men valde att inte säga något för tidigt om inspelningsschemat av rädsla för att avskräcka sina stjärnnamn.
Rollen som överste Carbury, spelad av Sir John Gielgud, erbjöds ursprungligen av regissören Michael Winner till Oliver Reed, som var tvungen att tacka nej eftersom inspelningsschemat krockade med en film han spelade in i Afrika. Winner bestämde sig för att detta var en chans för honom att ge en legendarisk teaterskådespelare rollen. Eftersom Sir Laurence Olivier var vid dålig hälsa och Sir Ralph Richardson hade dött inte långt tidigare, bestämde sig Winner för att ta kontakt med John Gielgud. Även om Gielgud inte var särskilt intresserad av rollen, fann Winner att erbjudandet om en anständig lön och en stjärna som Peter Ustinov ombord var tillräckligt för att fresta honom. Vid 83 års ålder var Gielgud inte intresserad av att resa till Israel för att spela in en film i den kvävande hettan och tackade nej till rollen med motiveringen att han mycket hellre ville stanna i England och göra någon teater- eller TV-roll. Peter Ustinov (som tidigare hade arbetat med Gielgud på scenen) och Michael Winner tog med Gielgud ut på middag på en flott restaurang i London i ett försök att övertyga honom om att göra det, med Ustinov som sa till Gielgud att det var "Lättförtjänta pengar för ågra veckors arbete" och Winner sa att rollen inte skulle vara alltför krävande plus att det var i en mainstreamfilm med en garanterad publik runt om i världen. Trots sina reservationer om hettan under inspelningen eller bristen på konstnärlig integritet i projektet gick han till slut med på att göra det som en tjänst till båda männen.
I maj 1987 skrev Gielgud till skådespelerskan Irene Worth att han skulle resa till Israel i juni "för att göra en ganska absurd roll i en Agatha Christie... Peter Ustinov och Betty Bacall kommer att vara med och möjligen Michael York, så det kan bli kul, även med den vulgära, men ganska roliga regissören Michael Winner.

## Mottagande
Filmen fick ett blandat mottagande och har ett betyg på 42% på recensionssajten Rotten Tomatoes. Vincent Canby skrev i The New York Times att filmen "inte når upp till den stilfulla standarden för de tidigare all-star-mysterierna, Hercule Poirot-mysterierna, särskilt Sidney Lumets Mordet på Orientexpressen. Formens njutningar är inte outtömliga, och den här gången ser den fysiska produktionen ut att vara lite klippt." Michael Wilmington från Los Angeles Times avfärdade filmen som "otillfredsställande, till och med lite sömnig [med] en tendens att skylla på medförfattaren, producenten och regissören Michael Winner, vars filmatisering av "The Big Sleep" från 1978 förstörde historien genom att flytta handlingen från Los Angeles på 1930-talet till London på 1970-talet. Filmen sågades också i Variety: "Peter Ustinov hamrar sig igenom 'Döden till mötes' en gång till som den belgiske detektiven 'Hercuool Pwarow', men varken han eller glitter kan lyfta bilden från ett intryck av lite mer än en rutinmässig deckare. Till och med den normalt underhållande Ustinov ser lite avtrubbad ut i sin tredje storfilmsutflykt som detektiven, samt flera TV-produktioner. Regissören Michael Winner har några fina israeliska platser att leka med, men hans regi är bara svag, manuset och karaktäriseringarna intetsägande, och det finns helt enkelt inte tillräckligt med mord för att upprätthålla intresset hos ens den mest inbitna Agatha Christie-fantasten. Kritikern David Aldridge klassificerade filmen som "ännu en förlorare från Winner, men för att ge mannen lite förtjänst skulle även en mer begåvad regissör ha misslyckats med att tvinga fram fräschör i en sådan formelformad biljett". Han kritiserade också Cannon Films för produktionsvärdet av en film som till synes spelades in på en exotisk plats, med citatet: "Men det är en kanonfilm och de är inte kända för att spendera ett öre när en halv penny nästan skulle räcka. Bra för TV."

## Trivia
- Den här filmen spelades delvis in på American Colony Hotel i Jerusalem, som grundades av Peter Ustinovs farfar 1902.
- Qumran skildras både som en arkeologisk plats och ett turistmål i den här filmen. Detta verkar vara en anakronism, eftersom filmen utspelar sig 1937. Qumran var känt för arkeologer sedan 1850-talet, men det gjordes ingen systematisk utgrävning på platsen före den oavsiktliga upptäckten av Dödahavsrullarna i närliggande grottor i slutet av 1940-talet. Ett fullskaligt arkeologiskt arbete på platsen påbörjades 1949. Intensiva utgrävningar pågick från 1951 till 1956.
- Lauren Bacall skrev bara på för att göra filmen eftersom John Gielgud också hade skrivit på. Bacall trodde att majoriteten av filmen skulle göras i Storbritannien och södra Europa, så hon fick en chock när hon fick reda på att 2/3 av den skulle spelas in i Israel (för att spara på kostnaderna) under högsommaren.
- Davis Soul och Carrie Fisher var nyktra alkoholister vid tiden för produktionen och kom överens om att hålla ett öga på varandra för att undvika att någon av dem fick ett återfall medan de var i Israel.
- På grund av ekonomiska problem hos Cannon Films skars produktionsbudgeten ner från 9 miljoner dollar till 7,5 miljoner dollar innan den skars ner igen till 6 miljoner dollar. När Cannon ville skära ner det igen till 5,5 miljoner dollar hotade Peter Ustinov att sluta. Cannon backade när de insåg att om Ustinov slutade så skulle resten av de stora namnen i ensemblen också göra det.[7]
- Gielgud skrev i ett brev att han ansåg sin roll vara "väldigt tråkig".
- Manusförfattaren, producenten och regissören Michael Winner skrev i sin biografi att det israeliska filmteamet var väldigt lata och stoppade arbetet hela tiden av så många anledningar. Han sa också att Lauren Bacall var mycket professionell, men tuff mot sina chaufförer och garderobsassistenter, som hon bytte ut många gånger.[8]
- Romanen utspelade sig i Petra i Jordanien, men filmatiseringen utspelade sig i Jerusalem. Cannon Group, Inc. var ett israeliskt företag.
- Michael Winner stördes av hur smal Jenny Seagrove var under inspelningen och sa åt henne att gå upp lite i vikt för att se mer kurvig och friskare ut. När Seagrove frågade hur man går upp i vikt instruerade Winner henne: "Du ringer rumsservice och beställer sex vaniljglassar och en chokladkaka!"[9]
- Av filmens inspelningsbudget på 6 miljoner dollar gick ungefär en tredjedel av den summan till skådespelarnas och filmteamets löner med Peter Ustinov som fick 450 000 dollar för att spela huvudrollen. Carrie Fisher, Lauren Bacall och John Gielgud fick 215 000 dollar, Jenny Seagrove, Piper Laurie och David Soul 175 000 dollar. Regissören Michael Winner fick cirka 400 000 dollar.